# Vlag van Land van Cuijk

De vlag van Land van Cuijk

De vlag van het Land van Cuijk is de officiële vlag van de in 2022 gevormde gemeente Land van Cuijk. De vlag is gelijk aan het gemeentewapen. De vlag is bijna identiek aan de vlag van Cuijk, met de toevoeging van de burcht uit het wapen van Grave. Het ontwerp is afkomstig van de Hoge Raad van Adel.
In een raadsinformatiebrief gepubliceerd op 15 juni 2022 werd medegedeeld aan de gemeenteraad dat het college van burgemeester en wethouders heeft gekozen voor de variant waarvan de omschrijving luidt:
Vijf banen geel en rood in de verhouding van 2 : 1 : 2 : 1 : 2, met op de gele banen respectievelijk drie, twee en drie rode merletten en in het midden een geopende rode burcht, alle met een hoogte van een zesde van de vlaghoogte.
Tot de ingebruikname van bovenstaande vlag gebruikte de gemeente een witte vlag met logo van de gemeente linksboven geplaatst en niet formeel geregistreerd bij de Hoge Raad van Adel.

## Verwante vlaggen en wapens
Onderstaande wapens en vlaggen zijn op verbonden met de vlag van de gemeente Land van Cuijk.

Het wapen van het Land van Cuijk sinds 2021
Het wapen van Cuijk
Het wapen van Grave
De vlag van Cuijk
De vlag van Boxmeer
De vlag van Grave

Alphen-Chaam · Altena · Asten · Baarle-Nassau · Bergeijk · Bergen op Zoom · Bernheze · Best · Bladel · Boekel · Boxtel · Breda · Cranendonck · Deurne · Dongen · Drimmelen · Eersel · Eindhoven · Etten-Leur · Geertruidenberg · Geldrop-Mierlo · Gemert-Bakel · Gilze en Rijen · Goirle · Halderberge · Heeze-Leende · Helmond · 's-Hertogenbosch · Heusden · Hilvarenbeek · Laarbeek · Land van Cuijk · Loon op Zand · Maashorst · Meierijstad · Moerdijk · Nuenen, Gerwen en Nederwetten · Oirschot · Oisterwijk · Oosterhout · Oss · Reusel-De Mierden · Roosendaal · Rucphen · Sint-Michielsgestel · Someren · Son en Breugel · Steenbergen · Tilburg · Valkenswaard · Veldhoven · Vught · Waalre · Waalwijk · Woensdrecht · Zundert